# Husain I. ibn Ali
Husain I. ibn Ali (arabisch حسين بن علي, DMG Ḥusayn bin ʿAliy; † 1735) war von 1705 bis 1735 Bey von Tunis und begründete die Dynastie der Husainiden, die in Tunesien mit Unterbrechungen bis 1957 an der Macht blieb.
Nach dem Sturz der Muradiden-Beys durch einen Militäraufstand (1705) brachen in Tunis erneut schwere Machtkämpfe zwischen Korsaren und den osmanischen Janitscharen aus. In diesen gelang es Husain I. ibn Ali, einem osmanischen Kavalleriekommandeur aus Anatolien, die Macht an sich zu reißen und die Dynastie der Husainiden zu begründen. Dabei wurde er aus Algerien unterstützt. In der Folgezeit befriedete er das Land und baute die Verwaltung mit Hilfe von Türken aus der osmanischen Reichshauptstadt Istanbul weiter aus. Dadurch entstand eine neue Oberschicht, auf die sich die Husainiden stützen konnten.
Nach der Sicherung seiner Macht setzte Husain I. ibn Ali die Erblichkeit seiner Herrschaft durch. Dabei galt das Seniorat, wonach zunächst die Brüder des Herrschers die Thronfolge antraten, bevor die Regierung von den Söhnen übernommen werden konnte. Diese Regelung führte aber immer wieder zu Machtkämpfen zwischen den Husainiden.